# Michael Lvovitch Tsetlin
Michael Lvovitch Tsetlin (nome de família também grafado Cetlin, Tzetlin, Zeitlin, Zetlin; em russo:  Михаил Львович Цетлин; 22 de setembro de 1924 — 30 de maio de 1966) foi um matemático e físico russo. Trabalhou com cibernética. Introduziu a base de Gelfand–Tsetlin para representação dimensional finita de grupos clássicos.